# Струма (литературен алманах)
Вижте пояснителната страница за други значения на Струма.
„Струма“ e литературен алманах, издание на дружествата на Съюза на българските писатели в Благоевград, Кюстендил и Перник.

## История
Първият брой на алманаха излиза на 15 октомври 1982 година. Издава се от издателство „Народна младеж“ и се печата в Държавна печатница „Балкан“ в София в тираж от 50 000 броя.
Спира в 2007 година.
Изданието дава поле за изява на поети, белетристи, публицисти, литературни критици краеведи и художници от Благоевградски, Кюстендилски и Пернишки окръг (област). Център на изданието е Благоевград с представителства в Кюстендил и Перник. Главен редактор е писателят Костадин Кюлюмов, заместник главен редактор е поетът Евстати Бурнаски, а отговорен секретар – поетът Борислав Владиков.
Алманахът има отдели „Поезия“, „Белетристика“, „Публицистика“, „Литературна критика“ и „Културно-историческо наследство“.